# Mokoliʻi
Mokoliʻi (auch Mokoli'i, Mokolii), im Volksmund auch Chinaman's Hat genannt, ist eine kleine, unbewohnte Insel im Archipel von Hawaiʻi und gehört zum Honolulu County. Sie liegt nur etwa 500 Meter vor der Ostküste der Insel Oʻahu, unweit des Kualoa Regional Parks.
Die Insel ist vulkanischen Ursprungs; sie weist eine Fläche von 4,7 ha (0,047 km²) auf und erreicht eine Höhe von etwa 70 m über dem Meeresspiegel.
Das Eiland war einst Brutgebiet des Weißschwanz-Tropikvogels (Phaethon lepturus), heute brütet dort nur eine Seevogelart, der Keilschwanz-Sturmtaucher (Puffinus pacificus, hawaiisch: Uau Kani). Mokoliʻi ist, wie viele weitere kleine Inseln Hawaiʻis auch, ein Hawaiʻi State Seabird Sanctuary (Vogelschutzgebiet). Die Insel darf tagsüber besucht werden und ist bei Ebbe zu Fuß zu erreichen. 